# Batalha de Ras Kamboni (2007)
Batalha de Ras Kamboni foi uma batalha da Guerra Somali de 2006-2009 travada pela União das Cortes Islâmicas (UCI) e milícias afiliadas contra as forças etíopes e do Governo Transicional Federal da Somália pelo controle de Ras Kamboni, uma cidade perto da fronteira com o Quênia, que já serviu como campo de treinamento para o grupo militante islâmico Al-Itihaad al-Islamiya.
A batalha começou em 5 de janeiro de 2007, quando as forças etíopes e do Governo Transicional Federal lançaram um ataque. Em 7 de janeiro de 2007, os Estados Unidos entraram no conflito lançando ataques aéreos usando uma aeronave AC-130 contra supostos membros da al-Qaeda operando nas fileiras da União das Cortes Islâmicas.  Preocupações e controvérsias internacionais surgiram com a morte de civis em ataques aéreos adicionais em torno de Ras Kamboni e na província de Afmadow e se estes foram resultado das ações estadunidenses ou de aeronaves etíopes operando na área. A cidade finalmente caiu para as forças do Governo Transicional Federal e da Etiópia em 12 de janeiro de 2007.